# 斎藤竹堂
斎藤 竹堂（さいとう ちくどう、文化12年10月11日（1815年11月11日）－嘉永5年閏2月11日（1852年3月31日））は、江戸時代後期の儒学者。諱は維馨（いけい）・馨（かおる）、字は子徳、号は竹堂・茫洋子、通称は順治。陸奥国遠田郡沼辺邑（沼部村とも、現在の宮城県大崎市）出身。

## 経歴
亘理氏（涌谷伊達氏）家臣の家に生まれる。幼いころから学問に優れ、仙台藩の藩儒・大槻平泉に学んだ後、江戸に出て増島蘭園に師事、また、上方や長崎を遊学している。その後天保10年（1839年）に昌平黌に入学した。弘化2年（1845年）に一旦故郷に戻るが、嘉永元年（1850年）になって母と妻を連れて再度江戸に出て、神田相生町に私塾を設けた。この時仙台藩より藩儒登用の話があったものの固辞している。1852年に突然の病に倒れ38歳で急死、東禅寺に葬られた。
体格は小さく近眼で謙虚な人物であったが、儒学のみならず漢詩や歴史にも精通しており、彼と接しあるいは彼の著作を見た人々はその人物を高く評価したと伝えられ、その早すぎる死は惜しまれた。著作としては、アヘン戦争についてイギリス・清双方の立場から論じた『鴉片始末』、西洋諸国の歴史を論じた『蕃史』、仙台藩藩祖伊達政宗の伝記『藩祖実録』、涌谷伊達氏2代目伊達宗重の伝記『尽忠録』、史論書『読史贅議』などがある。また、没後に竹堂の詩文をまとめた『竹堂文集』・『竹堂文抄』も刊行された。